# 劉沛霖
劉霈霖，字仲郇，贵州贵阳人，清朝政治人物、同進士出身。
道光六年（1826年）丙戌科進士，三甲一百十二名，后官雲南永北直隸廳同知，署普洱知府。